# Jabl (Krasnodar)
Jabl (del ruso: Хабль) es un jútor del raión de Abinsk del krai de Krasnodar en el sur de Rusia. Está situado en el borde septentrional del Cáucaso Occidental, 13 km al nordeste de Abinsk y 57 km al suroeste de Krasnodar, la capital del krai. Tenía 31 habitantes en 2010
Pertenece al municipio Jolmskoye.